# Stonesiella selaginoides
Stonesiella selaginoides là một loài thực vật có hoa trong họ Đậu. Loài này được (Hook.f.) Crisp & P.H.Weston miêu tả khoa học đầu tiên.